# 宮田由佳里
宮田由佳里（1989年6月27日—），出生於日本長崎縣諫早市，是一位日本女子排球運動員，目前效力於東麗箭，場上位置為副攻。身高179公分，體重63公斤，血型O型。

## 生涯簡介
因為受到朋友的影響，從小學三年級開始排球運動生涯。在九州文化學園高等學校期間，最高跳躍高度可達307公分，再加上堅強的接球能力，成為隊上的中心球員，不論於攔網或是扣球表現上都相當活躍。2007年的全國高等學校綜合體育大會排球競技大會上擔任隊長，帶領校隊奪得相隔三年的冠軍。
2008年，加入東麗箭。2008/09賽季，來到球隊第一年的她，即在副攻位置獲得固定出賽機會，不僅幫助球隊完成聯賽二連霸，同時也獲得新人獎的榮譽。另外，該賽季球隊贏得第58屆黑鷲旗全日本男女選拔排球大會冠軍。
2010年，在2009/10賽季V超級聯賽的季中復歸球場，協助東麗箭達成史上首次聯賽三連霸，並囊括第59屆黑鷲旗全日本男女選拔排球大會冠軍。

## 生涯
- 所屬學校、球隊

諫早市立西諫早小學校 → 諫早市立西諫早中學校 → 九州文化學園高等學校 → 東麗箭（2008年 -）

## 榮譽

### 個人
- 2009年 - 2008/09賽季V超級聯賽 新人獎

### 俱樂部
- 2008年國民體育大會 -  亞軍
- 2008/09賽季V超級聯賽 -  冠軍
- 第58屆黑鷲旗全日本男女選拔排球大會 -  冠軍
- 2009/10賽季V超級聯賽 -  冠軍
- 2010年天皇杯及皇后杯全日本排球選手權大會 -   亞軍
- 第59屆黑鷲旗全日本男女選拔排球大會 -  冠軍
- 2010/11賽季V超級聯賽 -  亞軍
- 2011年天皇杯及皇后杯全日本排球選手權大會 -   冠軍
- 第60屆黑鷲旗全日本男女選拔排球大會 -  冠軍
- 2011/12賽季V超級聯賽 -  冠軍
- 2012年天皇杯及皇后杯全日本排球選手權大會 -   亞軍
- 第61屆黑鷲旗全日本男女選拔排球大會 -  亞軍
- 2012年亞洲女子排球俱樂部錦標賽[1]-  亞軍
- 2012/13賽季V超級聯賽 -  亞軍

## 備註
1. ↑  . 日本排球協會.   [2012-08-24]. （原始内容存档于2012-08-15）.

## 外部連結
- FIVB球員介紹（页面存档备份，存于） （英文）
- V聯賽球員介紹（页面存档备份，存于） （日語）
- 東麗箭女排隊官方網站（页面存档备份，存于） （日語）
- 東麗箭女排選手簡介 - 宮田由佳里 （日語）